# Лицинии Краси
Лицинии Краси (на латински: Licinii Crassi) е когномен на фамилията Лицинии в Древен Рим.
Най-известни политици и военачалници от фамилията Лицинии:
- Публий Лициний Крас Див, консул 205 пр.н.е.
- Публий Лициний Крас (консул 171 пр.н.е.)
- Гай Лициний Крас, консул 168 пр.н.е.
- Публий Лициний Крас Див Муциан, осиновен, консул 131 пр.н.е.
- Луций Лициний Крас, консул 95 пр.н.е., оратор
- Публий Лициний Крас (консул 97 пр.н.е.)
- Марк Лициний Крас, триумвир, консул 70 и 55 пр.н.е.
- Публий Лициний Крас (син на триумвир), служи при Юлий Цезар в Галия 58 – 56 пр.н.е.
- Марк Лициний Крас (младши), консул 30 пр.н.е.
- Марк Лициний Крас Фруги, консул 14 пр.н.е.
- Марк Лициний Крас Фруги (консул 27 г.)
- Марк Лициний Крас Фруги (консул 64 г.)
- Гай Калпурний Пизон Крас Фруги Лициниан, суфектконсул 87 г.

Жени:
- Двете дъщери на Публий Лициний Крас Муциан и Клавдия:
  - Лициния Краса Стара (2 век пр.н.е.), съпруга на Гай Сулпиций Галба (авгур), син на Сервий Сулпиций Галба
  - Лициния Краса Млада, съпруга на Гай Гракх
- Двете дъщери на Луций Лициний Крас и Муция Терция:
  - Лициния Краса Стара, съпруга на Публий Корнелий Сципион Назика Серапион
  - Лициния Краса Млада, съпруга на Квинт Цецилий Метел Пий
- Лициния Краса, дъщеря на Луций Лициний Крас, съпруга на Квинт Муций Сцевола, майка на Муция Терция; втори брак с Квинт Цецилий Метел Непот